# Pennisetum complanatum
Pennisetum complanatum är en gräsart som först beskrevs av Christian Gottfried Daniel Nees von Esenbeck, och fick sitt nu gällande namn av William Botting Hemsley. Pennisetum complanatum ingår i släktet borstgräs, och familjen gräs. Inga underarter finns listade i Catalogue of Life.